# Oktogon

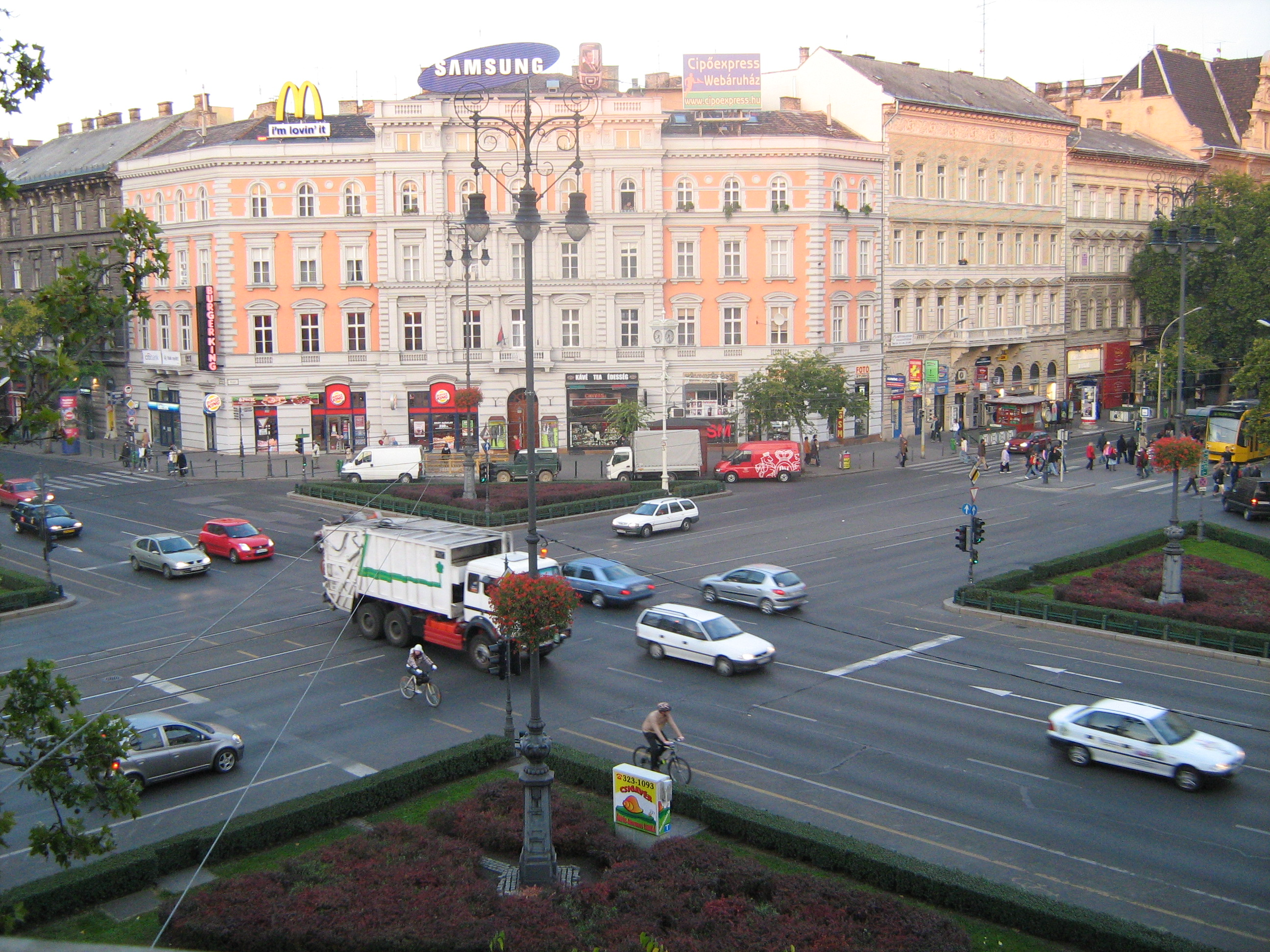
Oktogon en la actualidad

Oktogon es una de las principales plazas de Pest, situada en el cruce del Gran Bulevar (Nagykörút) y la avenida Andrássy (Andrássy út) en Budapest, Hungría. Esta intersección, una de las más importantes de la ciudad, tiene este nombre por su forma octogonal.
Oktogon también es una estación en la línea M1 (Metropolitano del Milenio) del Metro de Budapest, que discurre por debajo de la avenida Andrássy hasta la plaza de los Héroes (Hősök tere).

## Historia

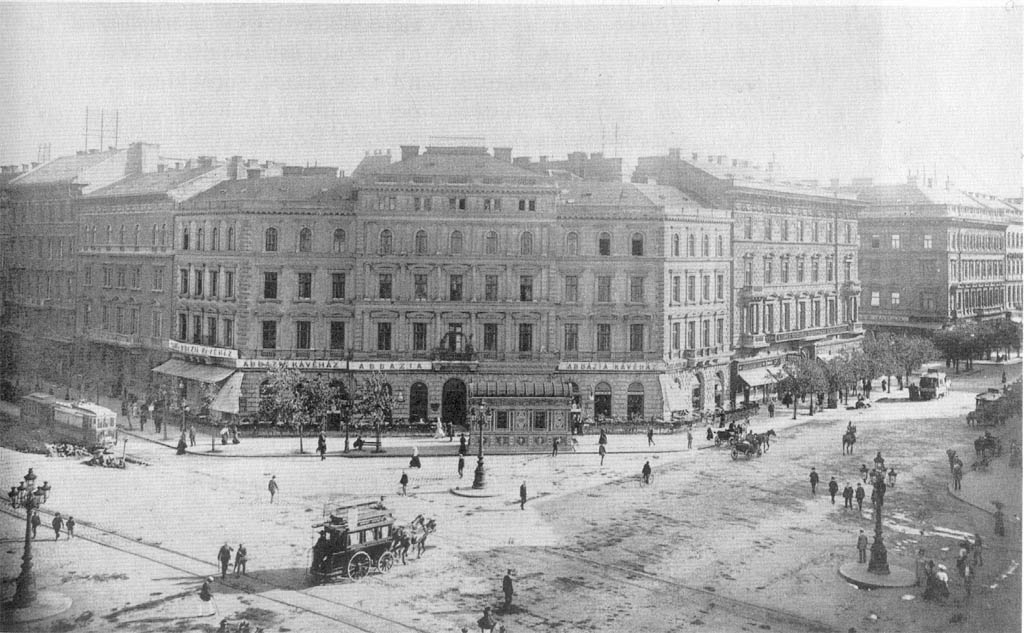
Imagen histórica del Oktogon en torno al año 1900, mirando hacia Abbazia Kafehaz

Hasta la construcción de la avenida Andrássy en 1871 existía un gran hueco en la plaza, que fue rellenado entonces. Durante los dos años siguientes se construyeron cuatro grandes edificios eclécticos que rodean la intersección, según el proyecto del arquitecto Antal Szkalnitzky.

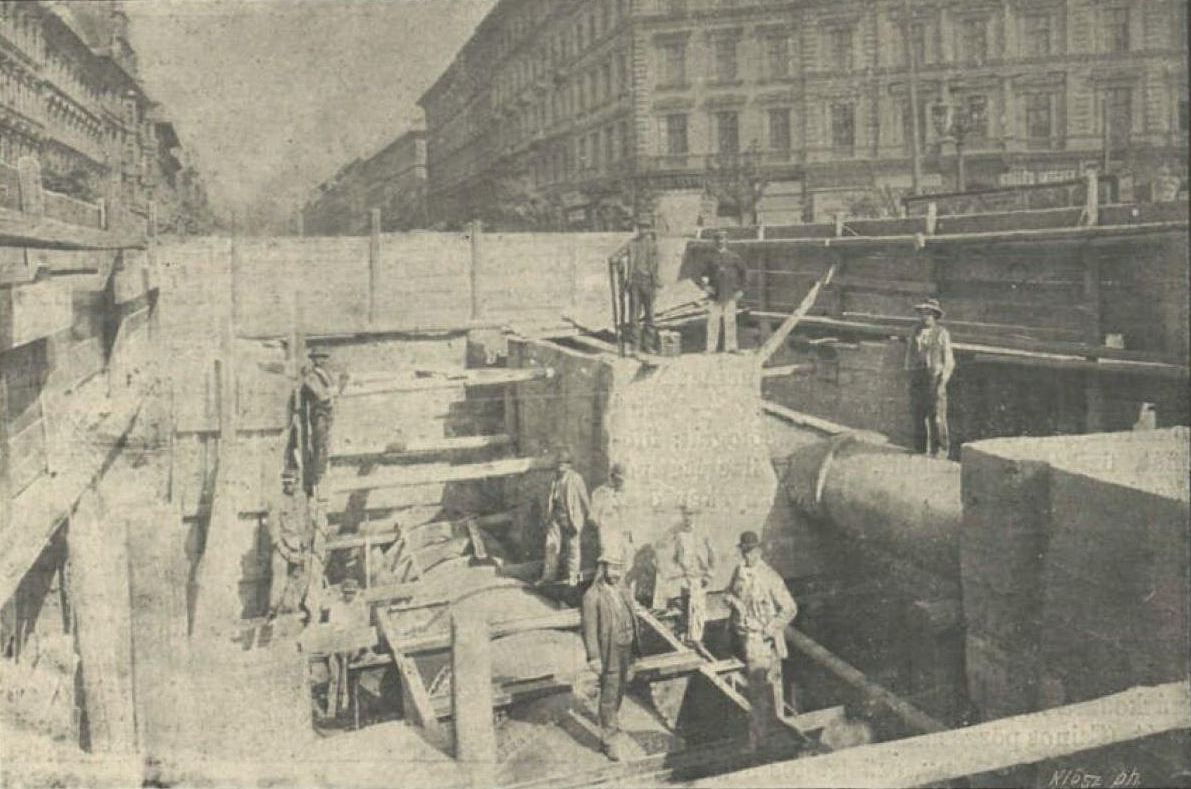
Construcción del Metropolitano del Milenio (1896)

La plaza estuvo de nuevo en obras entre 1894 y 1896 con la construcción del Metropolitano del Milenio, construido desde la superficie usando el método cut and cover.
Oktogon ha tenido muchos nombres: entre 1936 y 1945, se llamó plaza Mussolini, y entre 1945 y 1990 se denominó plaza del 7 de noviembre. Desde entonces ha recuperado su nombre original. Oktogon y sus famosos cafés desempeñan un papel fundamental en la novela de Vilmos Kondor Budapest Noir (2012).